# Artur Krysiak
Artur Łukasz Krysiak (Lodz, Polonia, 11 de agosto de 1989), futbolista polaco. Juega de portero y su actual equipo es el F.K. Bodø/Glimt de  la Eliteserien de Noruega.

## Selección nacional
Ha sido internacional con la Selección de fútbol de Polonia Sub-20.

## Clubes
| Club            | País       | Año           |
| --------------- | ---------- | ------------- |
| Gretna FC       | Escocia    | 2008          |
| York City       | Inglaterra | 2008          |
| Birmingham City | Inglaterra | 2008          |
| Swansea City    | Gales      | 2008          |
| Motherwell FC   | Escocia    | 2009          |
| Burton Albion   | Inglaterra | 2009-2010     |
| Exeter City     | Inglaterra | 2010-2014     |
| Yeovil Town     | Inglaterra | 2014-2018     |
| F.K. Bodø/Glimt | Noruega    | 2018-presente |